# Йозеф Марія Габріель Цельгер
Йозеф Марія Габріель Цельгер, мирське ім'я — Габріель ( нім. Joseph Maria Gabriel Zelger, 10 листопада 1867, Штанс, Швейцарія — 20 серпня 1934, Дорнах, Швейцарія) — католицький прелат і місіонер, апостольський вікарій Дар-ес-Салама з 15 лютого 1923 по 5 липня 1929. Член чернечого ордену капуцинів.

## Біографія
Народився 1867 року у швейцарському місті Штанс. Після закінчення гімназії в рідному місті в 1885 пішов у монастир капуцинів в Люцерні. 25 березня 1890 року був висвячений на священика. У 1893 закінчив вивчення канонічного права, після чого служив у різних навчальних закладах, якими керували капуцини. У 1905 році вирушив у місію на Сейшельські острови. З 1920 — у місії в Танзанії.
15 лютого 1923 римський папа Пій XI призначив його апостольським вікарієм Дар-ес-Салама та титулярним єпископом Клаудіполіса Ісаурійського. 24 червня 1923 року відбулося його висвячення в єпископи, яке звершив титулярний єпископ Типаси Мавританський та апостольський вікарій Уніаньємбе Анрі Леонар у співслужінні з титулярним єпископом Карри та апостольським вікарієм Занзібара Джоном Джералдом Невіллом та єпископом Порт-Вікторії та Сейшельських островів Луї-Жастеном Гумі.
5 липня 1929 року подав у відставку та повернувся до Швейцарії. Помер 20 серпня 1934 року в Дорнасі.